# Lampetis sycophanta
Lampetis sycophanta es una especie de escarabajo del género Lampetis, familia Buprestidae. Fue descrita científicamente por Fairmaire en 1869.